# 小豆島

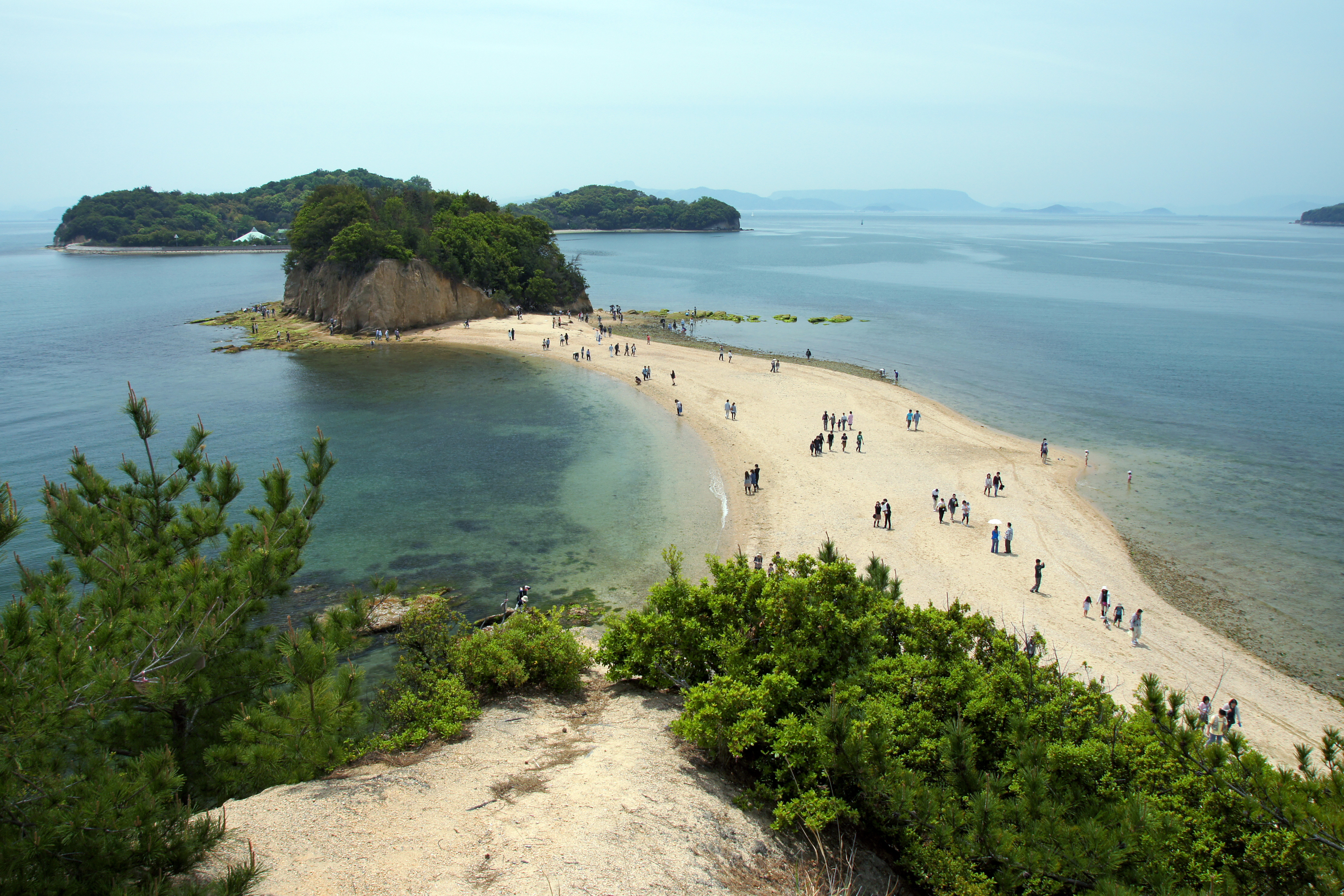
天使之路

小豆島（日语：／ Shōdoshima */?）是位于日本瀨戶内海播磨灘的島，面積153.30平方公里，海岸線長126公里，為日本第19大、瀨戶內海內第2大島。島上有小豆島町、土庄町2町，行政區劃皆屬於香川縣小豆郡。
小豆岛的寒霞溪是濑户内海国立公园著名的风景名胜之一，称为“日本三大溪谷美景”。从岛屿的最高峰星城山（海拔816米）穿过美原高原（海拔777米），在约8公里的南侧山坡上，长年侵蚀而成的集块岩形成一带奇景。
境內擁有世界最窄的土渕海峽。

## 外部連結
- 土庄町（香川縣小豆郡） （页面存档备份，存于）
- 小豆島町（香川縣小豆郡、2006年3月21日合併）
  - 旧・内海町（香川縣小豆郡）
  - 旧・池田町（香川縣小豆郡）
- 当地导游的博客 “住在小豆島” （页面存档备份，存于）